# Stadion Rozwoju Katowice
Stadion Rozwoju Katowice – stadion sportowy w Katowicach, w Polsce. Został otwarty w 1974 roku. Może pomieścić 2472 widzów. Do 2019 roku swoje spotkania rozgrywali na nim piłkarze klubu Rozwój Katowice.
Pierwszym boiskiem, na którym piłkarze Rozwoju Katowice rozgrywali swoje spotkania był plac wojskowy 73 Pułku Piechoty przy ulicy Koszarowej (obecnie tereny kąpieliska „Bugla”). Następnie klub występował na boisku w Załęskiej Hałdzie. W 1935 roku oddano do użytku stadion przy ulicy Mikołowskiej. Klub korzystał z niego do 1969 roku, a po jego zamknięciu (teren obiektu przeznaczono pod budowę Centralnego Ośrodka Informatyki Górniczej) przez pięć lat występował na boiskach KS Ligocianki oraz Górnika Piotrowice.
Stadion Rozwoju przy ulicy Zgody oddano do użytku w 1974 roku. Obiekt wyposażony był w bieżnię lekkoatletyczną. W latach 1983–1984 przeprowadzono pierwszą modernizację obiektu, a piłkarze Rozwoju tymczasowo występowali wówczas na stadionie Kolejarza Katowice przy ulicy Asnyka. Kolejną modernizację przeprowadzono w latach 2010–2012. W 2015 roku Rozwój Katowice po raz pierwszy w historii awansował do I ligi. Pobyt na drugim szczeblu rozgrywek piłkarskich w Polsce trwał jednak tylko przez jeden sezon, po czym drużyna spadła do II ligi. Rozwój swój jedyny sezon na zapleczu Ekstraklasy rozgrywał na własnym boisku jedynie w rundzie jesiennej. Stadion nie spełniał wymogów licencyjnych i był wówczas jedynie warunkowo dopuszczony do rozgrywek. Z powodu niepodjęcia inwestycji rundę wiosenną Rozwój musiał rozegrać na stadionie GKS-u. W 2019 roku klub wycofał się z rozgrywek i zaprzestał korzystania ze stadionu przy ulicy Zgody. W przeszłości ze stadionu korzystali również zawodnicy klubu futbolu amerykańskiego, Silesii Rebels.